# Premi e riconoscimenti di Elton John

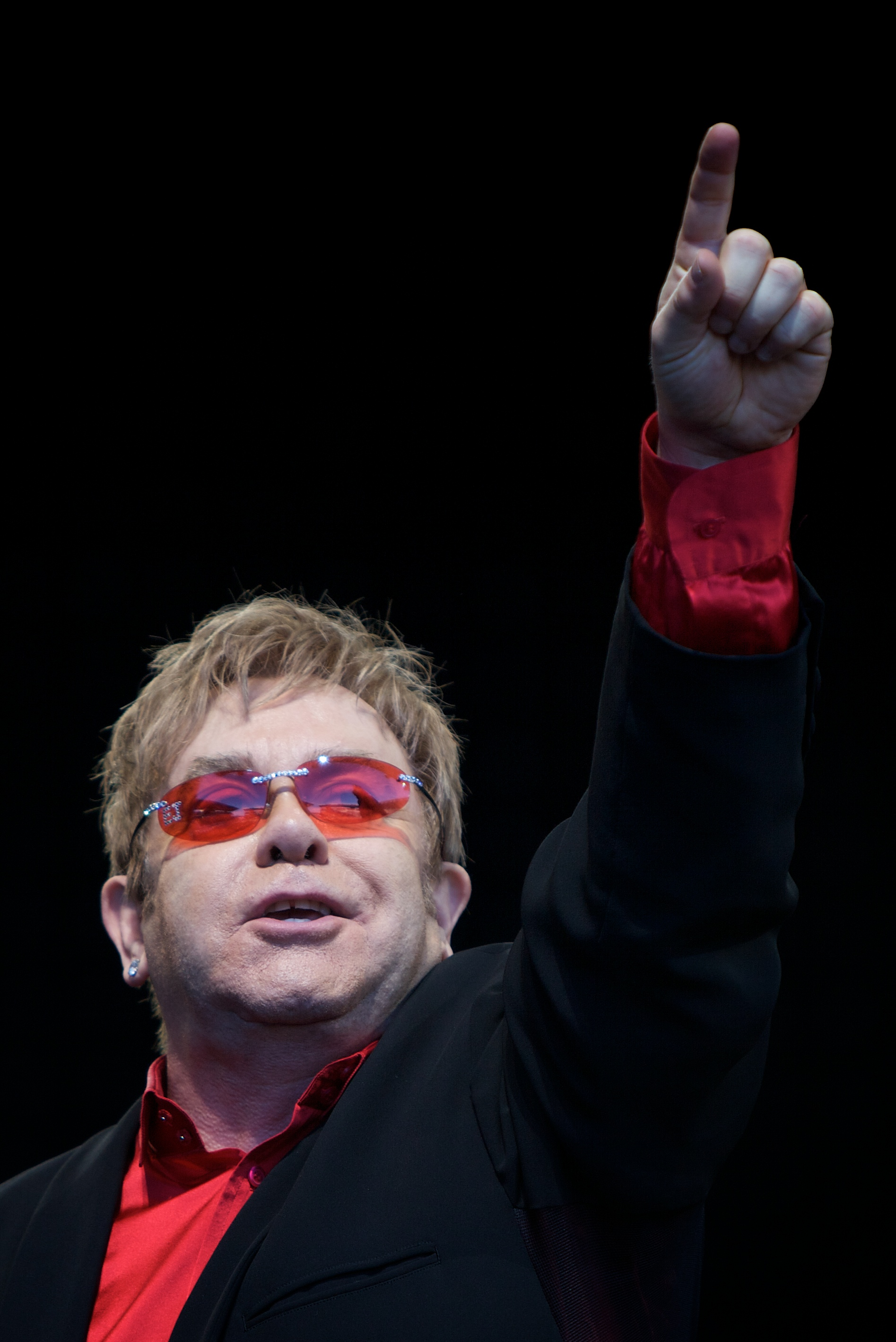
Elton John in concerto in Norvegia (2009)

Quella che segue è la lista di alcuni dei vari premi e riconoscimenti ottenuti da Sir Elton John nel corso della sua carriera.
Tra i più importanti, occorre citare due premi Oscar per Can You Feel the Love Tonight? (proveniente dalla colonna sonora de Il re leone) e per (I'm Gonna) Love Me Again (dalla colonna sonora del film Rocketman), e due Golden Globe per i medesimi brani, un Tony Award per la colonna sonora del musical Aida e ben cinque Grammy Awards. Numerose sono anche le nomination: basti citare quella dell'album Elton John al Grammy per l'album dell'anno (1971), quelle di Circle of Life e Hakuna Matata al Premio Oscar (1994) e quella di The Heart of Every Girl ai Golden Globe 2003 come migliore canzone originale. Per i suoi brani, inoltre, il pianista di Pinner ha conquistato 25 dischi di platino e 35 d'oro.
Nel 1975, Elton ha conseguito una stella nella Hollywood Walk of Fame per i suoi meriti in ambito musicale, mentre nel 1992 è stato inserito, insieme all'inseparabile paroliere Bernie Taupin, nella Songwriters Hall of Fame. In quell'anno egli aveva fondato la Elton John AIDS Foundation, una delle principali organizzazioni non-profit del mondo.
Nel 1993 John è diventato Ufficiale dell'Ordine delle Arti e delle Lettere (il massimo riconoscimento culturale francese, paragonabile alla nobilitazione).
Nel 1994 è stato ammesso nella Rock and Roll Hall of Fame, anno in cui vi entrarono anche John Lennon e Bob Marley; vi fu introdotto da Axl Rose, leader dei Guns N' Roses, il quale affermò di aver deciso di diventare un cantante dopo aver ascoltato Bennie and the Jets.
Nel 1995 Elton ha ricevuto da Sua Maestà Carlo XVI Gustavo Re di Svezia il Polar Music Prize, mentre nel 1996 è stato insignito del titolo di Commendatore dell'Eccellentissimo Ordine dell'Impero Britannico (CBE) da Elisabetta II del Regno Unito. L'anno successivo l'Accademia Reale di Musica di Londra lo ha accolto come membro onorario.
Uno dei massimi riconoscimenti risale al 24 febbraio 1998. Quel giorno, infatti, John è stato nobilitato dalla Regina d'Inghilterra per i servigi resi alla musica e alla beneficenza: ammesso nella Cavalleria (con il rango di Knight Bachelor), poté fregiarsi del titolo di Sir. Elton ha quindi conseguito una doppia onorificenza all'interno dell'Ordine dell'Impero Britannico, cosa molto rara e inusuale.
Nel 2004, inoltre, ha ottenuto il premio Kennedy Center Honor (insieme a Dame Joan Sutherland, John Williams, Warren Beatty, Ossie Davis e Ruby Dee), mentre due anni dopo ha ricevuto i premi Disney Legends e (primo artista di tutti i tempi) Leggenda Vivente.

## Premi
Emmy Awards 
- 2024 - Emmy per il miglior spettacolo di varietà (live) per Elton John: Farewell from Dodger Stadium

 Premio Oscar 
- 1995 - Oscar per la migliore canzone per Can You Feel the Love Tonight, dal film The Lion King (premiato insieme a Tim Rice)
- 2020 - Oscar per la migliore canzone per (I'm Gonna) Love Me Again,  dal film Rocketman (premiato insieme a Bernie Taupin)

 Golden Globe 
- 1995 - Golden Globe per la migliore canzone originale per Can You Feel The Love Tonight, proveniente dall'album The Lion King Soundtrack (premiato insieme a Tim Rice)
- 2020 - Golden Globe per la migliore canzone originale per (I’m Gonna) Love Me Again, proveniente dalla colonna sonora del film Rocketman

 Tony Awards 
- 2000 - Tony Award per la migliore colonna sonora originale per Elton John and Tim Rice's Aida (premiato insieme a Tim Rice)

 Grammy Awards 
- 1987 - Migliore performance pop di un duo o un gruppo per That's What Friends Are For (premiato insieme a Dionne Warwick, Gladys Knight & Stevie Wonder)
- 1991 - Migliore composizione strumentale per Basque, eseguita da James Galway
- 1994 - Migliore performance pop maschile per Can You Feel The Love Tonight
- 1997 - Migliore performance pop maschile per Candle in the Wind 1997
- 2000 - Miglior album musical per Elton John & Tim Rice's Aida (premiato con Tim Rice, Chris Montan, Frank Filipetti, Guy Babylon, Paul Bogaev e Frank Filipetti)

## Altri riconoscimenti
Anni Settanta 
- 1975 - Il concept album Captain Fantastic and the Brown Dirt Cowboy diviene il primo LP di tutti i tempi a debuttare in prima posizione nella classifica Billboard (il secondo è Rock of the Westies, altro disco eltoniano), rimanendoci per sette settimane[5].
- 1975 - Elton detiene oltre il 2% delle vendite mondiali di dischi[6].
- 1975 - John diviene la 1.662° persona a ricevere una stella nella Hollywood Walk of Fame per il suo apporto all'industria musicale[1].

 Anni Ottanta 
- 1987 - Elton supera i Grateful Dead e detiene il maggior numero di esibizioni live al Madison Square Garden di New York.

 Anni Novanta 
- 1992 - Elton e il suo storico paroliere Bernie Taupin vengono inseriti nella Songwriters Hall of Fame.
- 1993 - Quando Simple Life (dell'album The One) raggiunge la Top 40 statunitense, Elton stabilisce un record, essendo rimasto nelle prime quaranta posizioni della classifica per 24 anni consecutivi (a partire da Your Song), battendo il vecchio risultato di Elvis Presley.
- 1993 - In giugno, Elton viene nominato Ufficiale dell'Ordine delle Arti e delle Lettere dal Presidente della Repubblica francese.
- 1994 - Elton viene ammesso nella Rock and Roll Hall of Fame.
- 1995 - In gennaio, Elton riceve l'APLA Award Commitment for Life per il suo contributo alla lotta contro l'AIDS.
- 1995 - Il 9 maggio Elton è ricevuto da Sua Maestà Carlo XVI Gustavo Re di Svezia e riceve, presso la Royal Swedish Academy of Music, il Polar Music Prize (il Nobel della Musica) per i notevoli risultati conseguiti in ambito musicale.
- 1996 - Elton è insignito del titolo di Commendatore dell'Eccellentissimo Ordine dell'Impero Britannico (CBE)[3] da Sua Maestà la Regina Elisabetta II del Regno Unito.
- 1997 - Candle in the Wind 1997, riadattamento del brano Candle in the Wind reinciso in memoria di Lady Diana ed eseguito per la prima e unica volta al funerale della Principessa, vende oltre 37 milioni di copie, diventando il singolo più venduto della storia[7][8][9]; tutti gli incassi (circa 55 £) vengono devoluti al Diana, Princess of Wales Memorial Fund.
- 1998 - Il 24 febbraio, Elton viene insignito del titolo di Cavaliere (KBE) dalla Regina Elisabetta II per i servigi resi alla musica e alla beneficenza.

 Anni Duemila 
- 2004 - Elton riceve il premio Kennedy Center Honor[4], insieme a Dame Joan Sutherland, John Williams, Warren Beatty, Ossie Davis e Ruby Dee.
- 2006 - Elton riceve il premio Disney Legends[4].
- 2006 - Elton riceve il premio "Leggenda Vivente"[10].
- 2008 - Elton diviene Presidente onorario del Watford F.C.[11]: aveva assunto la presidenza della squadra dal 1977 al 1987 e dal 1997 al 2001.